# Lasiancistrus saetiger
Lasiancistrus saetiger är en fiskart som beskrevs av Jonathan W. Armbruster 2005. Lasiancistrus saetiger ingår i släktet Lasiancistrus och familjen Loricariidae. Inga underarter finns listade i Catalogue of Life.